# Pyrinia sterrhata
Pyrinia sterrhata är en fjärilsart som beskrevs av Achille Guenée 1858. Pyrinia sterrhata ingår i släktet Pyrinia och familjen mätare. Inga underarter finns listade.